# St. Nikolaus (Friesach)

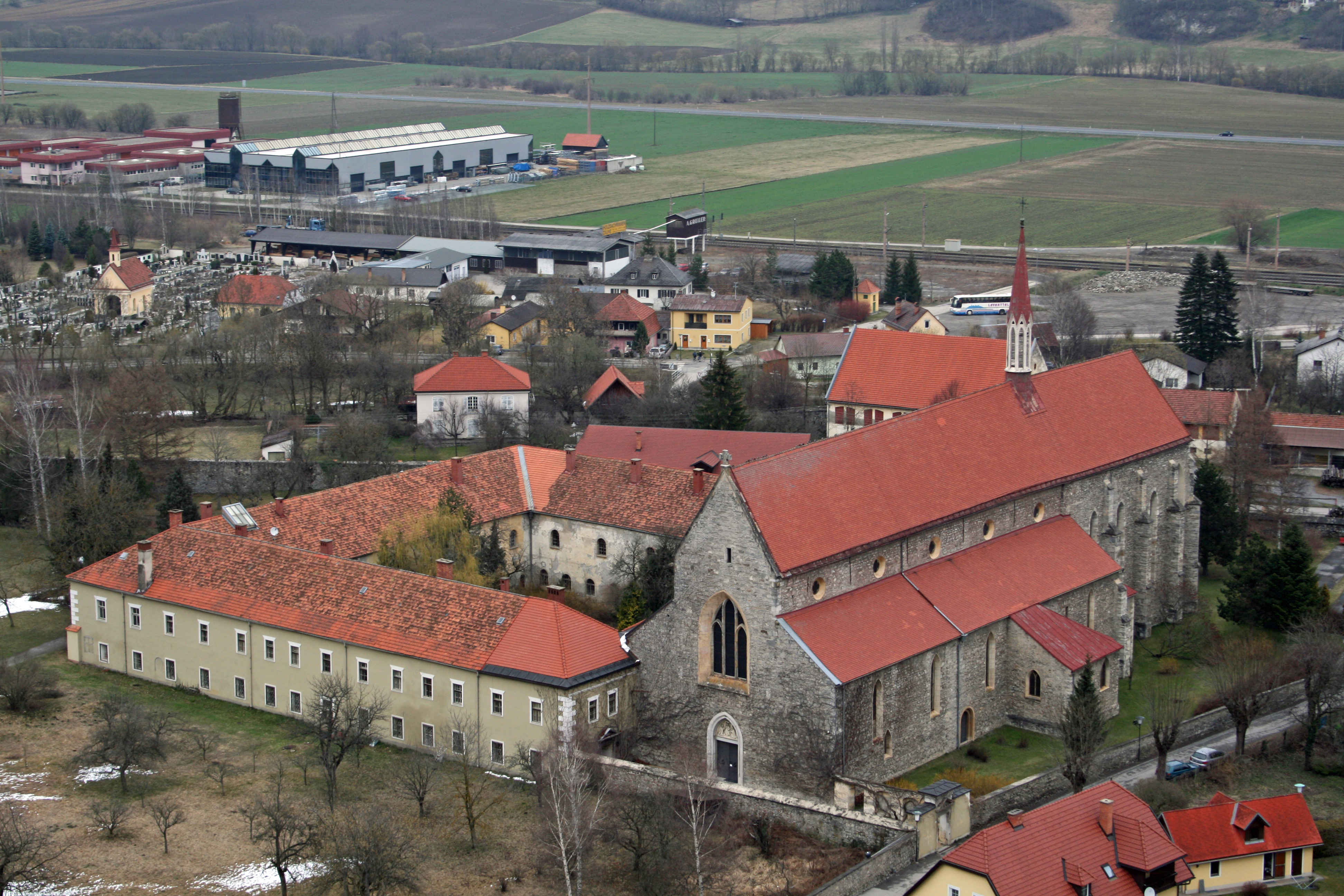
Dominikanerkirche und -kloster

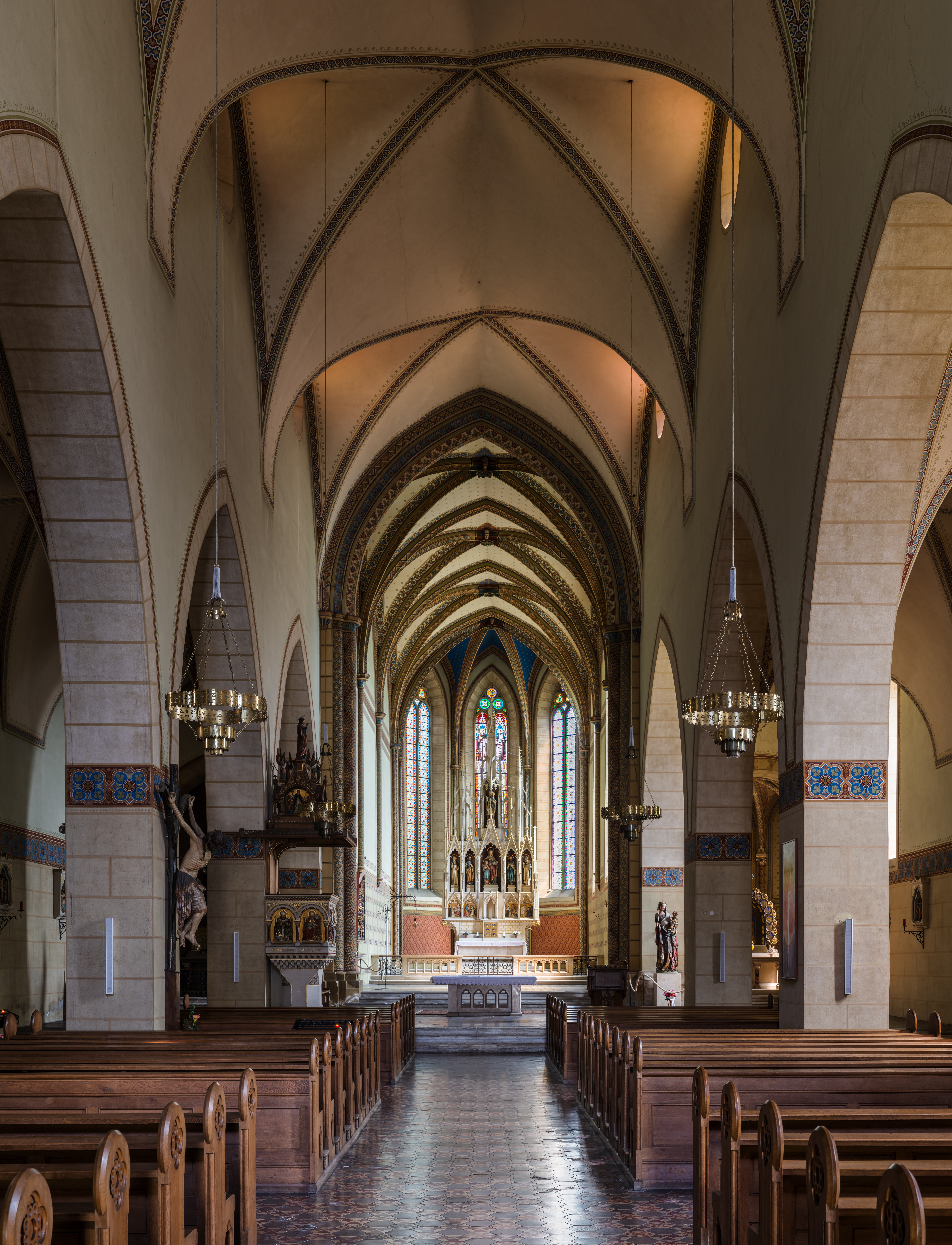
Innenraum

Die Kirche St. Nikolaus, auch Dominikanerkirche, nördlich des Stadtgrabens von Friesach, ist mit 74 m Länge in dieser Beziehung die größte Kirche in Kärnten. Patron der Kirche ist der heilige Nikolaus.

## Geschichte
Im Jahre 1217 wurde in Friesach das älteste Dominikanerkloster des deutschen Sprachraumes gegründet. Nach 1255 übersiedelten die Dominikaner an den heutigen Standort. Der Bau des Langhauses wurde nach 1255 begonnen und 1265–68 vollendet. Der Bau des Langchors erfolgte um 1270/80. Als Weihedaten der Kirche sind 1300 und 1320 überliefert. 1320 wurde die kapellenartige Sakristei angebaut. 1509 wurde am südlichen Seitenschiff die Dominikuskapelle als Stiftung des Balthasar Thanhausen errichtet. Von 1596 bis 1626 wurde die Kirche restauriert. Die ursprüngliche Balkendecke wurde 1690 von Lorenz Moser durch ein Kreuzgratgewölbe ersetzt. Die heutige Ausmalung mit Quadermotiv und Friesbändern sowie eine teilweise Neuausstattung, etwa mit dem neugotischen Hochaltar, erfolgte von 1884 bis 1895 nach einem Brand.

## Bauwerk

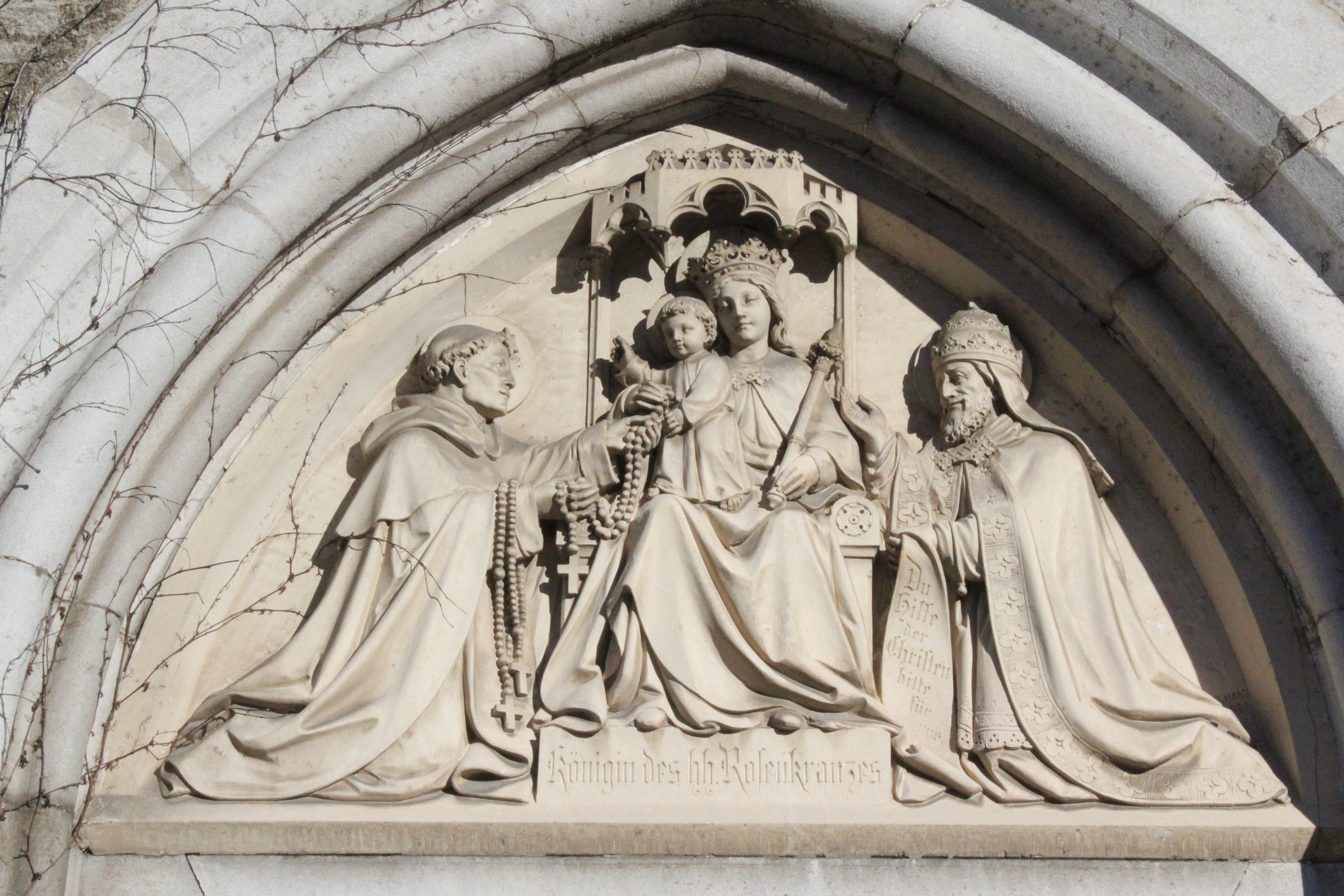
Tympanon

Das Langhaus besteht aus drei Schiffen. Das fünfjochige Mittelschiff ist basilikal überhöht und geht ansatzlos in den dreijochigen Langchor mit 5/8-Schluss über. Die beiden Seitenschiffe enden in 5/8-Apsiden. An der Nordseite des Chores befindet sich die zweijochige Sakristei, an der ein eingezogenes Chörlein mit 5/8-Schluss angebaut ist.
An der Südseite des Langhauses steht die Dominikuskapelle. Zwischen Langhaus und Chor erhebt sich ein Dachreiter mit acht spitzbogigen Fenstern und schlankem vierteiligem Spitzhelm. Der Langchor wird durch zweifach gestufte, der Sakristeichor durch einfach gestufte Strebepfeiler gestützt. Die Mauern am Chorschluss sowie an der Sakristeikapelle werden von zweiteiligen Lanzettfenstern mit ursprünglichem Maßwerk durchbrochen. Einfache Lanzettfenster befinden sich an den Chorseiten und an den Seitenschiffen des Langhauses. Das Mittelschiff wird durch runde Obergadenfenster und ein großes dreiteiliges Spitzbogenfenster in der Westwand belichtet. Den Giebel der Westwand ziert ein Steinkreuz, weiters sind an der Fassade gotische Steinköpfe und Wasserspeier angebracht.
Betreten wird die Kirche durch das spitzbogige Westportal. Das Steinrelief im Tympanon zeigt Maria als Rosenkranzkönigin mit den heiligen Dominikus von Caleruega und Papst Pius V. Es wurde um 1890 von dem steirischen Bildhauer Rochus Haas gefertigt. Die ehemalige Holztür mit der gemalten Darstellung des Heiligen Nikolaus aus dem 13. Jahrhundert ist seit 1937 im Besitz des Joanneums in Graz.
Das Innere beeindruckt durch strenge Monumentalität. Pfeilerarkaden mit zugespitzten Bögen trennen im Langhaus das Mittelschiff von den beiden Seitenschiffen.
Die um 1600 eingebaute Westempore ruht auf einer dreiteiligen rundbogigen Säulenarkatur. Ein spitzbogiger Triumphbogen mit profilierter Laibung und profilierten Archivolten verbindet das Langhaus mit dem Chor.
Der Chor liegt drei Stufen höher als das östliche Langhausjoch, das wiederum gegenüber dem westlichen Teil des Langhauses niveauerhöht ist. Über dem Chor erstreckt sich ein frühgotisches Kreuzrippengewölbe mit Birnstabprofil über Runddiensten mit Kapitellringen, die auf skulptierten Konsolen, mit floralen, figürlichen und Tiermotiven, wie verschlungene Pelikane, aufruhen. Im Chorschluss gehen die Dienste über die gesamte Höhe der Wand. Blattwerkrosetten mit Köpfen bilden die skulpturierten Schlusssteine. Südseitig ist im Chorschluss eine spitzbogige Sakramentsnische mit zweiteiliger Maßwerknasenöffnung eingelassen. Die beiden Apsiden der Seitenschiffe besitzen Kreuzgratgewölbe mit Rundstabrippen mit Knospenkapitellen und Blattwerkkonsolen. Ein neugotisch erneuertes Portal in der Nordwand des östlichen Langhausjoches führt zum Kreuzgang des Klosters.
Das spitzbogig profilierte Sakristeiportal an der Nordwand des Chores zeigt im Tympanon eine Reliefdarstellung des Lamm Gottes. Die Sakristei ist in der ehemaligen Andreaskapelle. Dieser Kapellenraum setzt sich aus einem zweijochigen, im Birnstabprofil kreuzrippengewölbten Langhaus und einem einjochigen kreuzrippengewölbten Chörlein mit 5/8-Schluss, welches etwas aus der Achse nach Norden verschoben ist, zusammen. Ein rundbogiger Triumphbogen mit Hohlkehle verbindet beide Raumteile. In der Nordostecke ist eine Lavabo-Nische mit profilierter Dreipassform eingelassen. Die zweiteiligen Lanzettfenster sind neu verglast.
Die Dominikuskapelle hat ein Netzrippengewölbe und breite Spitzbogenfenster.

## Einrichtung

Johannesaltar

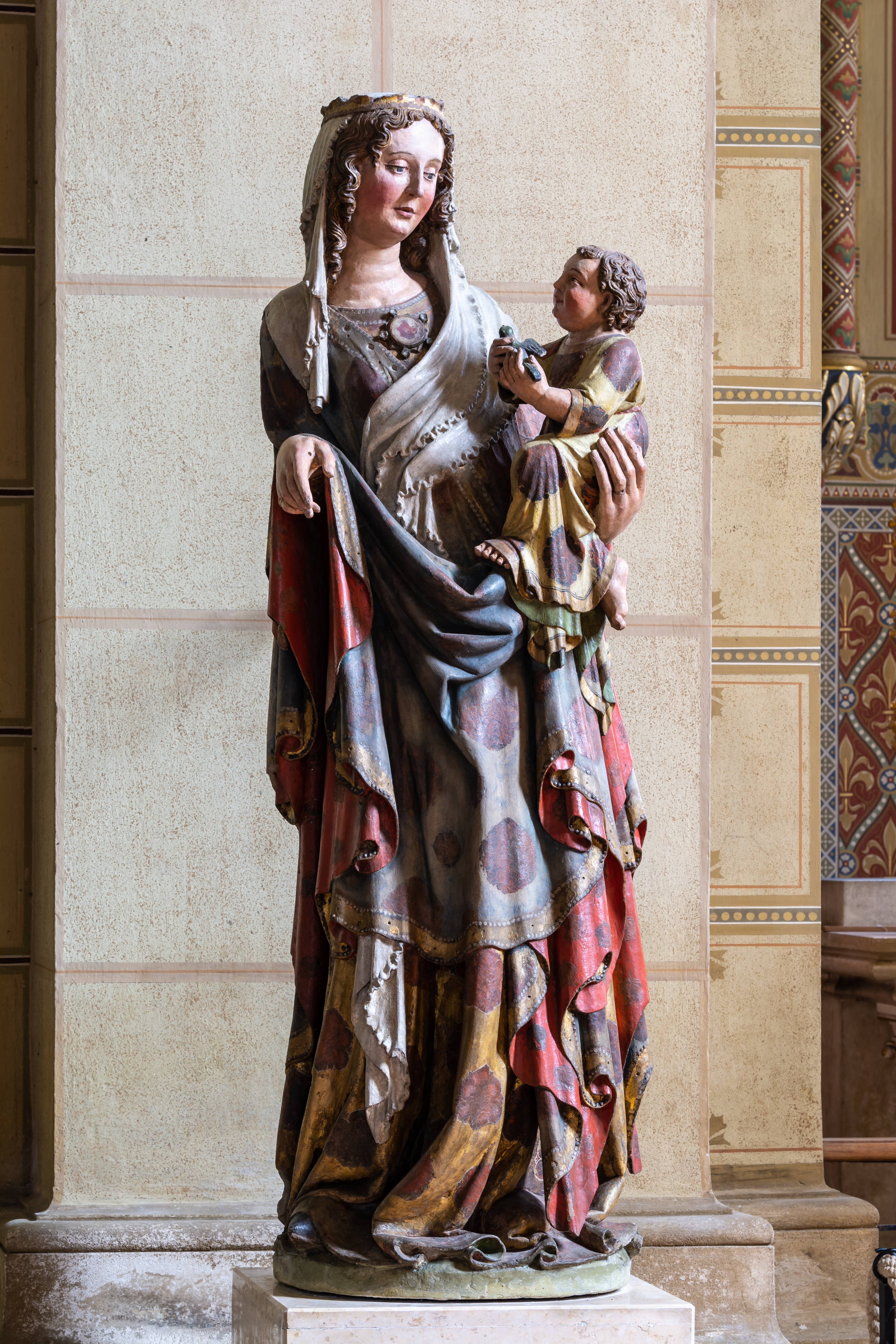
Friesacher Madonna

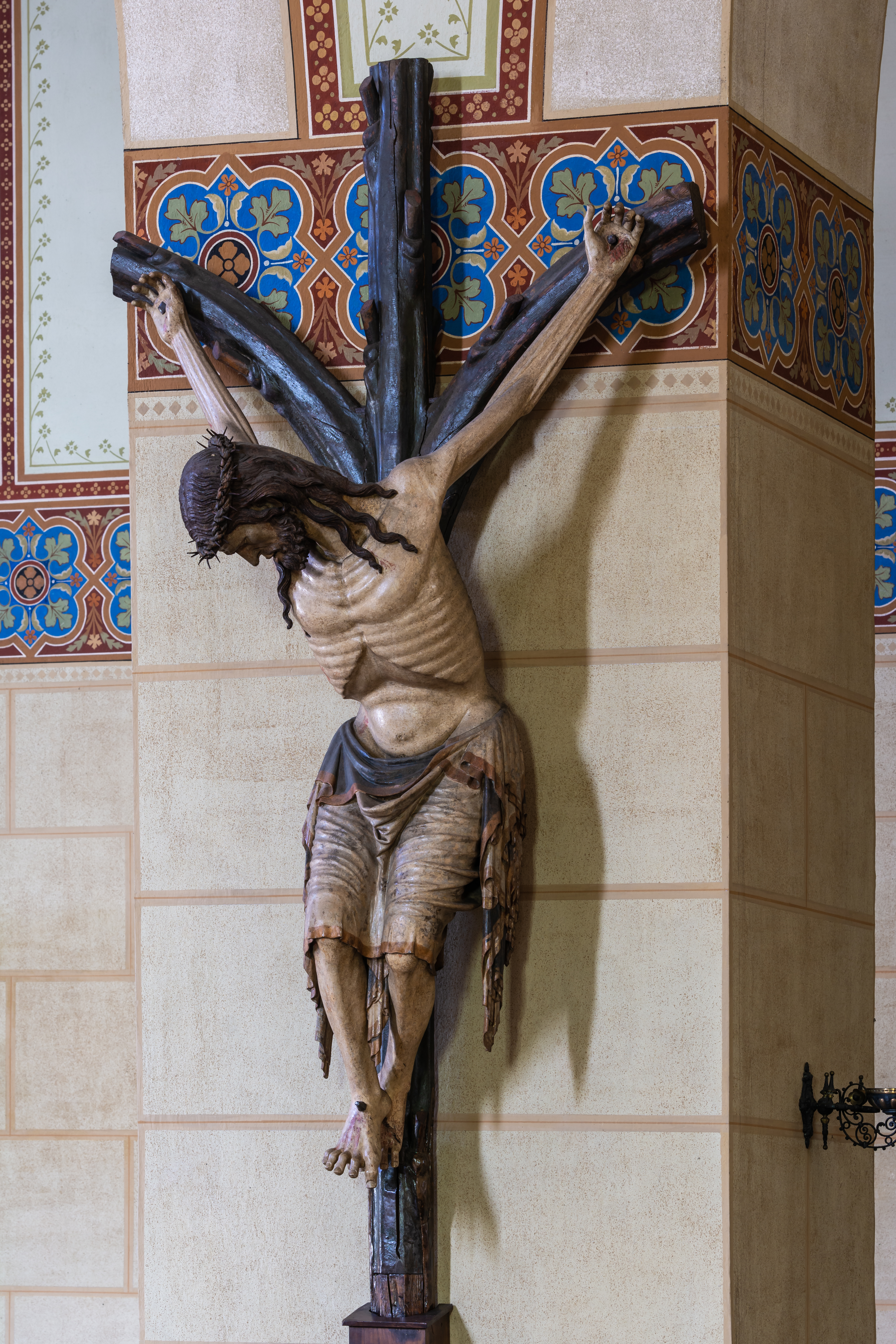
Gabelkruzifix

### Hochaltar
Der 1884 bis 1890 geschaffene neugotische Hochaltar stammt wie das Tympanon des Westportals aus der Bildhauerwerkstatt Rochus Haas. Das fünfteilige Polyptychon zeigt in der Mittelnische Anna und Maria. Daneben stehen die Heiligen Thomas von Aquin, Josef, Joachim und Hyazinth. Über der Mittelnische steht Nikolaus von Myra. Auf den Reliefbildern in der unteren Reihe sind die Heiligen Thomas von Aquin, Katharina von Siena, Agnes von Montepulciano und Johannes von Köln dargestellt. An den Tabernakeltüren sind auf sechs Medaillons alttestamentliche Vorbilder der Heiligsten Eucharistie abgebildet.

### Johannesaltar
Der an der nördlichen Chorwand aufgestellte Johannesaltar stammt aus der 1828 abgebrochenen Johanneskirche in der Neumarkter Vorstadt von Friesach. Dieser Altar mit gebrochener Kielbogenform ist 1500–1512 in der „Älteren Sankt Veiter Werkstatt“, der „Lienhart-Werkstätte“, entstanden. Er enthält im Schrein die tänzerisch posierenden Statuen des Christus als Schmerzensmann, des heiligen Florian und des heiligen Georg, an den Flügeln die Reliefwiedergaben von Szenen aus der Johanneslegende, wie die Giftprobe in Ephesus, die Ölmarter, Johannes auf Patmos und das Selbstbegräbnis. Auf den Außenseiten der Flügeln sind weibliche Heilige und in der Predella der Marientod dargestellt.

### Friesacher Madonna
Am südlichen Triumphbogenpfeiler steht die Skulptur der Friesacher Madonna mit Kind.
Das namensgebende Werk des Meisters der Friesacher Madonna wurde um 1340 geschaffen. Die frühgotische Sandsteinskulptur ist ein Import, da der Stein nicht in Kärnten gebrochen worden ist. Unter der heutigen Polychromie aus dem späten 15. Jahrhundert besitzt die Skulptur eine Originalfassung in Azuritblau mit vergoldeten Streumustern, wie Adler- und Blumenmotiven.
Ursprünglich war die Statue wahrscheinlich auf einem Marienaltar im Langchor aufgestellt, der von Wulfing von Stubenberg, zunächst Prior des Friesacher Klosters, später Bischof von Lavant (1299–1304) und Bamberg (1304–1319), geweiht wurde.

### Gabelkruzifixus
Das monumentale Gabelkruzifix, das Werk des salzburgischen Meisters, ist eine expressive Schnitzarbeit aus dem zweiten Viertel des 14. Jahrhunderts. Ein Gegenstück zu diesem Typus eines Mystikerkreuzes befindet sich im Kloster Nonnberg in Salzburg.
Ein Gabelkreuz vermittelt den Eindruck, als wachse aus dem abgestorbenen Kreuzstamm neues Leben (Knospen) hervor. In der theologischen Literatur des 13. und 14. Jahrhunderts findet man dafür den Begriff des Lebensbaumes („lignum vitae“), der auf den Franziskanerpater Bonaventura zurückgeht.

### Vesperbildaltar
Der Vesperbildaltar steht im nördlichen Seitenschiff und zeigt die Skulpturen der Schmerzhaften Muttergottes und den toten Christus, dahinter ein Astkreuz. Die Figuren stammen aus dem 16. Jahrhundert, Rahmenwerk und Fassung aus dem Jahre 1694.

### Dominikusaltar
Der Altar in der Dominikuskapelle besteht aus einer Ädikula über kleinem Sockel mit gesprengtem Segmentgiebel und einer kleinen Ädikula mit rundbogigem Giebel als Aufsatz. Seitlich hat der Altar Ohren mit Knorpelwerk und Cherubsköpfen. Das Mittelbild zeigt den heiligen Dominikus. Bei diesem Altar aus dem 17. Jahrhundert handelt es sich um den einzigen Altar aus schwarzem Marmor in Kärnten.

### Kanzel
Die 1884 bis 1890 geschaffene Kanzel kommt wahrscheinlich auch aus der Werkstatt Rochus Haas. Am Kanzelkorb aus Stein sind auf Reliefbildern die Kirchenlehrer Ambrosius, Hieronymus, Gregor der Große und Augustinus abgebildet. Am Kanzeldeckel aus Holz befinden sich die Halbreliefs der Dominikanerheiligen Ludwig Bertrand, Vinzenz Ferrer und Petrus von Verona. Auf dem Kanzeldeckel stehen die Figur Christi sowie zwei Engel. Vor der Kanzeltreppe ist eine Skulptur Christi als guter Hirte aufgestellt.

### Grabsteine
Beachtenswert ist der an der Westwand der Dominikuskapelle stehende rotmarmorne Grabstein von 1516, der den Vizedom zu Friesach, Christoph Thanhäuser, auf einem Löwen stehend in voller Rüstung wiedergibt. Er wird Jörg Gärtner zugeschrieben und gilt als eine der schönsten spätgotischen figuralen Grabplatten in Kärnten.
Die Grabplatte von Hans Jakob Thanhausen an der Nordwand wurde nach 1587 aus weißem Marmor gefertigt. Das typisch reformatorische Motiv zeigt in der Mitte den Gekreuzigten, darunter kniend der Verstorbene, links davon seine Ehefrau und ihre zwei Töchter. Das Epitaph wurde von der Witwe Anna Neumann von Wasserleonburg gestiftet, die als Protestantin zum Erhalt des Grabsteins den Friesacher Dominikanern ein Deputat hinterließ.
Eine weitere Grabplatte in der Kapelle ist die von dem im Jahre 1565 gestorbenen Christoph Freiherr von Thannhausen an der Südwand.
An der Südwand des Langhauses ist ein Grabrelief mit Thronender Muttergottes und kniendem Ritterpaar befestigt. Dieses Relief stammt vom Ende des 14. Jahrhunderts.
Weiters sind in der Kirche zwei Reliefsteine aus dem 15. Jahrhundert, ein Wappenstein von 1675 und außen an der Kirchenmauer gotische Wappensteine vorhanden.

### Sonstiges
Der Altaraufsatz aus Messing in der Apsis des nördlichen Seitenschiffes wurde Ende des 19. Jahrhunderts gefertigt und zeigt Evangelistenbilder in der Art von Nikolaus von Verdun.
Der Altar in der Apsis des südlichen Seitenschiffes ist Maria als Rosenkranzkönigin gewidmet. Im Mittelbild des Altars übergeben Maria dem heiligen Dominikus und das Jesu-Kind der heiligen Katharina von Siena den Rosenkranz. Um das Mittelbild sind auf einem Rundbogen auf fünfzehn Rundmedaillons die Geheimnisse des Rosenkranzes dargestellt.
Die Kreuzwegreliefs wurden vom Bildhauer Rochus Haas im neoromanischen Stil dem Gesamtbild der Kirche angepasst.
Die Orgel wurde vom Salzburger Orgelbauer Albert Mauracher geschaffen. Das Gestühl auf der Orgelempore wird auf 1724 datiert.

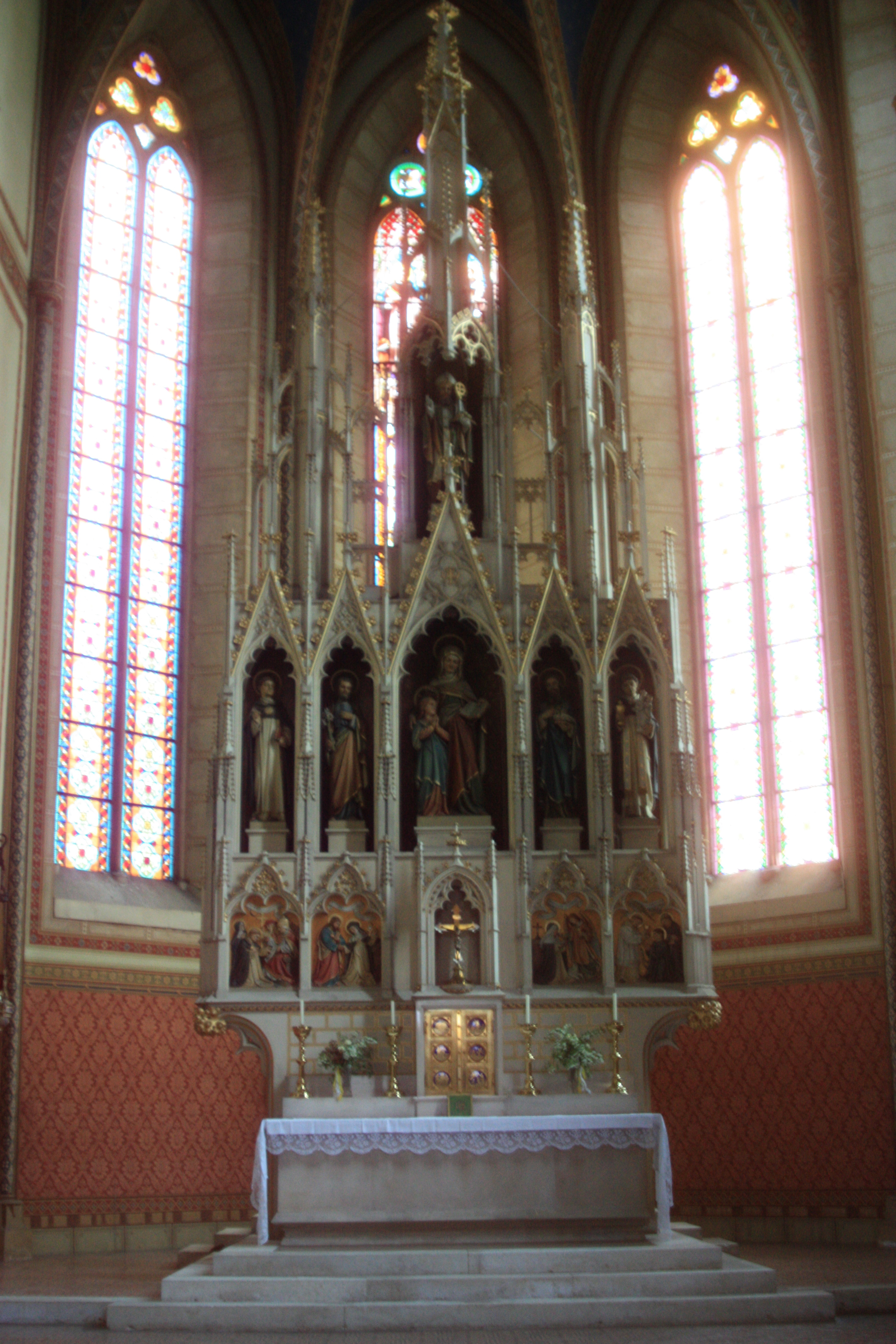
Hochaltar
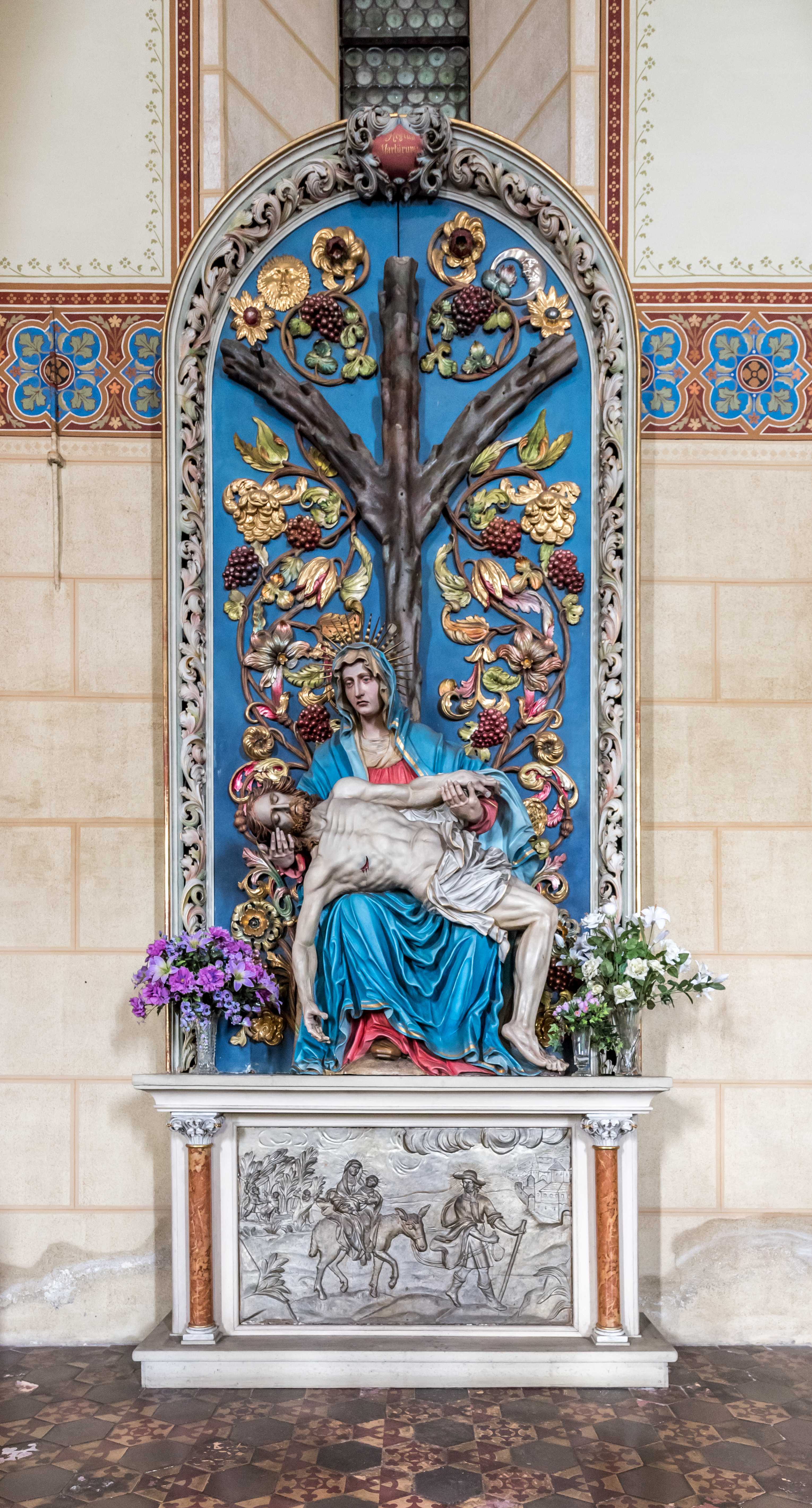
Vesperbildaltar
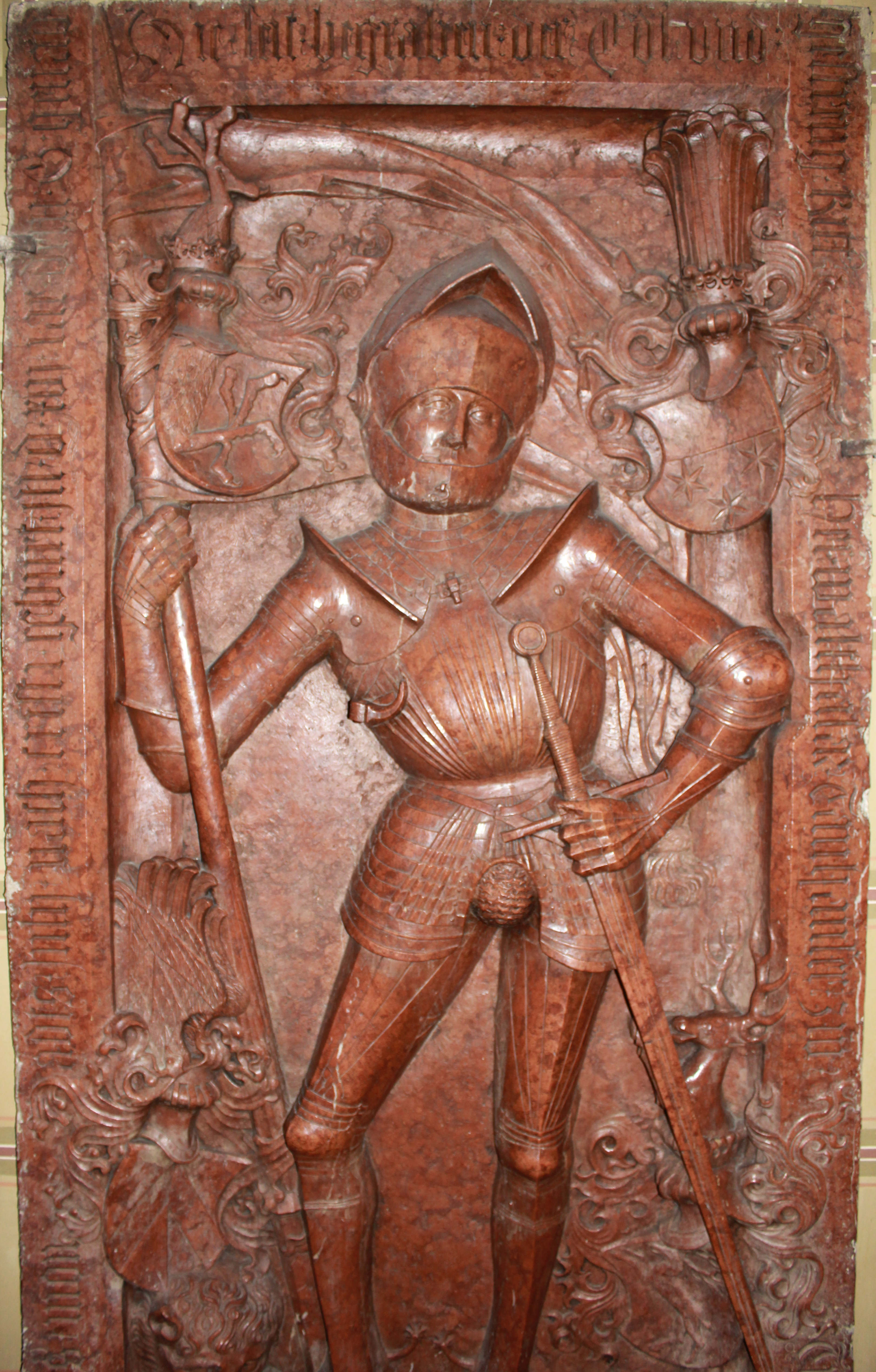
Grabplatte Christoph Thanhäuser